# Aeroportul Elenak
Aeroportul Elenak (IATA: EAL) este un aeroport din Insulele Marshall ce deservește zona Atolul Kwajalein.
Situat la o altitudine de 1 m, aeroportul dispune de o singură pistă.